# Bolesław Liszkowski
Bolesław Stanisław Liszkowski (ur. 7 grudnia 1889 w Warcie, zm. 17 listopada 1978 w Vancouver) – działacz niepodległościowy i społeczny, prezydent miasta Lublina.

## Życiorys
Uczęszczał do warszawskiego gimnazjum. W tym okresie jako członek Polskiej Partii Socjalistycznej prowadził wykłady z historii Polski na tajnych kursach dla młodzieży, za co został w 1906 r. aresztowany oraz więziony na Pawiaku i w Cytadeli Warszawskiej. Zesłany w głęb Rosji zbiegł i ukrywał się w Odessie. Po powrocie w 1910 r. działał w PPS i w Towarzystwie Gimnastycznym „Sokół” w Krakowie. Od 1911 r. służył w Związku Strzeleckim w Zakopanem. Od 7 sierpnia 1914 r. jako kapral walczył w I Brygadzie Legionów Polskich, był ranny na froncie wołyńskim. Po kryzysie przysięgowym Legionów pełnił funkcję instruktora POW w Pabianicach. Po odzyskaniu niepodległości (od listopada 1918 r.) w stopniu podporucznika znalazł się w Wojsku Polskim, w którym pełnił funkcję szefa Ekspozytury Sekcji Opieki Ministerstwa Spraw Wojskowych, najpierw w Łodzi, później w Lublinie. W 1921 r. przeszedł do rezerwy w stopniu porucznika i osiedlił się jako osadnik wojskowy we wsi Kamień w powiecie chełmskim. Od 1923 r. był prezesem Powiatowego Zarządu Związku Osadników w Chełmie. Jako zwolennik Piłsudskiego wstąpił do BBWR. W wyborach do Sejmu 4 marca 1928 r. kandydował z listy tego ugrupowania na posła, lecz bez powodzenia. Od września 1929 r. był kierownikiem biura Rady Wojewódzkiej Związku Osadników w Lublinie, a w latach 1930–1934 referentem politycznym w sztabie Dowództwa Okręgu Korpusu II. Na początku lat 30. wybrano go prezesem Zarządu Okręgu Związku Legionistów Polskich w Lublinie. W dniu 29 października 1934 r. Rada Miejska w Lublinie wybrała Liszkowskiego na wiceprezydenta miasta. Zastępca senatora wybrany w 1935 roku w województwie lubelskim. Od 9 lipca 1936 do 18 lutego 1937 r. pełnił czasowo obowiązki prezydenta, a od 18 lutego 1937 do 9 września 1939 r. był prezydentem Lublina. Stał na czele Komitetu Rozbudowy miasta w latach 1936–1939. Jako prezydent był inicjatorem 4-letniego planu inwestycyjnego Lublina (1937–1940).
Zgodnie z zarządzeniem ówczesnego premiera Felicjana Sławoja Składkowskiego opuścił Lublin 9 września 1939 r. i wyjechał do Rumunii. Na początku marca 1940 r. przedostał się do Francji i wstąpił do Armii Polskiej. Po upadku Francji został ewakuowany do Wielkiej Brytanii, gdzie m.in. pracował w Szpitalu Wojennym nr 2 w Dupplin Castle i w Ministerstwie Odbudowy Administracji Rządu Emigracyjnego w Londynie.
W 1949 r. wyjechał do Kanady, osiedlił się w Ontario, gdzie przez 11 lat prowadził gospodarstwo rolne. W 1960 r. zamieszkał w Vancouver, gdzie rozwinął szeroką działalność społeczną w środowisku polonijnym.

## Ordery i odznaczenia
- Krzyż Kawalerski Orderu Odrodzenia Polski
- Krzyż Walecznych
- Złoty Krzyż Zasługi (26 lipca 1937)[2]
- Srebrny Krzyż Zasługi (15 kwietnia 1929)[3]
- Krzyż Legionowy